# Baía das Pedrinhas
A baía das Pedrinhas é uma baía portuguesa localizada no concelho da Madalena do Pico, ilha do Pico, Açores.
Esta baía localiza-se entre a Ponta do Espartel e o Ilhéu das Moças.